# .ph
.ph је највиши Интернет домен државних кодова (ccTLD) за Филипине.